# سوفیا ولیکیا
سوفیا ولیکیا (روسی: Софья Александровна Великая؛ زادهٔ ۸ ژوئن ۱۹۸۵) یک شمشیرباز اهل روسیه است. وی در مسابقات المپیک در مجموع برندهٔ ۱ مدال طلا، ۲ مدال نقرهشده‌است.